# Лејтон Мистер
Лејтон Мариса Мистер (енгл. Leighton Marissa Meester; Форт Ворт, 9. април 1986) америчка је глумица, певачица и манекенка. Позната је по улози Блер Волдорф у серији Трачара (2007—2012).

## Детињство и младост
Лејтон је рођена у Форт Ворту, у Тексасу. Ћерка је Констанс (девојачко Хас) и Дагласа. Већи део живота провела је у Њујорку и Лос Анђелесу. Њено презиме на холандском значи „мајстор“ или „учитељ“.
Мало је познато да је Лејтон рођена у федералном затвору док је њена мајка издржавала казну због кријумчарења марихуане, коју је набављала са Јамајке. За време издржавања казне, бригу око Лејтон преузела је њена бака. Лејтон има и осам година млађег брата, Александра. Када је имала 11 година, она и њена мајка одселиле су се из Марко Ајланда на Флориди у Њујорк. Почела је да ради и као модел, за модну агенцију „Вилхелмина“ где је сарађивала и са њиховим тадашњим фотографом (сада продуценткињом), Софијом Кополом. Позирала је и за потребе једне кампање, Limited Too, заједно са колегиницом и будућом глумицом Амандом Сејфрид, која је присећајући се заједничке кампање, рекла: „Лејтон је била веома самоуверена“.
Први пут се као глумица појављује у једној епизоди серије Закон и ред, као жртвина пријатељица. У жељи да нађе стабилнији посао, са 14 година се сели у Лос Анђелес. Матурирала је у малој приватној школи и то једну годину раније него што је требало.

## Глума
Након улоге Алисе Тарнер у серији Закон и ред, Лејтон се као гост појављује у још две серије, након чега следи њена прва велика улога у филму Клетва обешеног човека. Глумила је и у серији Тарзан, која је имала само 8 епизода, а затим ниже низ гостовања у различитим серијама, као што су Седмо небо, Џордан, Вероника Марс, 8 једноставних правила, итд.
Године 2007. Лејтон Мистер добија улогу у тинејџерској серији Трачара, која ју је и прославила. Серија прати животе тинејџера са њујоршког Апер Ист Сајда чије животе по мало отежава тајанствена блогерка, гладна скандала и тајни, знана под именом Трачара.
Лејтон глуми младу, размажену и бахату Блер Валдорф, која не преза ни од кога и ни од чега да оствари своје циљеве и намере. Управо њена улога је највише хваљена од свих, а добила је и бројна признања од стране медија на рачун начина одевања.

## Музика
Лејтон се поред глуме бавила и музиком, а у априлу 2009. године склопила је уговор са Universal Republic. Њен први сингл, Somebody to Love, снимила је са Робином Тиком, R&B извођачем који је добитник Греми награде. Песму Make It Rain, радила је са Лил Вејном, али та песма никада није била реализована. Лејтон је снимила још других песама, од којих је најзапаженије резултате забележила песма снимљена са бендом Cobra Starship, Good Girls Go Bad, која је заузела седмо место на листи Билборд хот 100.

## Мода и хуманитарне акције
Лејтон учествује у бројним хуманитарним акцијама као и у рекламним кампањама. Године 2008. била је портпарол у Sansilkovoj kampanji „Life Can't Wait“ кампањи, чији је циљ био да мотивише жене да следе своје снове, и сарадња са Safe Horizon да се подигне свест и спречи насиље у породици.
Године 2009. склапа партнерство са Рибоком, где рекламира њихове Top Down патике. Ван серије Трачара, сарађивала је са колегом Едом Вествиком за Nikon Coolpix series, где су радили рекламе за њихову најновију серију камера. Године 2010. Лејтон је била портпарол Herbal Essences производа за косу. Исте године учествује у хуманитарној акцији, Save the Children, италијанске компаније накита и луксузне робе, Булгари. Вера Ванг је такође изабрала Лејтон да буде водеће лице њене најновије линије парфема „Lovestruck“, који је на тржиште лансиран на љето 2011. године.

## Медији
Лејтон се неколико пута нашла на листи Maxim's Hot 100, почевши од 2008. године када је заузела 48. место, 2009. године је заузела 12. место, 2010. године 17. место, и 16. место 2011. године. Године 2010. је заузела 32. место на листи 100 најлепших жена света, на Buddy TV-у. На сајту AskMen.com, где су читаоци гласали за „Топ 99 најлепших жена“ у 2010. години, заузела је 75. место, а 2011. године заузима 53. место. Магазин Men's Health је сврстао на 30. место на листи „Најлепше жене“ за 2011. годину. Магазин Гламур је сврстава на 5 место листе „Најгламурозније познате личности“ у 2011. години.

## Приватни живот
Од 2008. до 2009. године, Лејтон је била у вези са америчким глумцем румунског порекла, Себастијаном Стеном.
У јуну 2011. године, Лејтон и њена мајка завршавају на суду, због злоупотребе новца које је Лејтон слала за свог осам година млађег брата, а мајка је новац користила из сасвим себичних разлога, за подмлађивање, ботокс, силиконске операције. Лејтон је једном месечно свом брату слала новац у износу од 10.000 америчких долара. На суду мајка је изгубила битку, и својој кћерки је морала да врати 3.000.000 америчких долара. Лејтон тражи и старатељство над својим братом.
Године 2014. удала се за једног од главних глумаца некада популарне серије Округ Калифорнија, Адам Бродија.

## Дискографија
- (2014)